# Nicolás Domínguez
Nicolás Martín Domínguez (ur. 28 czerwca 1998 w Haedo) – argentyński piłkarz występujący na pozycji środkowego pomocnika w angielskim klubie Nottingham Forest oraz w reprezentacji Argentyny. Wychowanek Vélez Sarsfield. Posiada również obywatelstwo włoskie.